# Индийска православна църква
Индийската православна църква, също наречена Маланкарска православна църква, е нехалкедонска монофизитска църква.
Според легендата тя е основана през 52 г. от апостол Тома. Предстоятелят ѝ носи титлата католикос на Изтока - Митрополит Малангарски и има резиденция в Котаям (Керала).

## История
Името произхожда от думата „Малианкара“ - географското наименование на мястото в югозападната част на брега на Хиндустан (Керала), където според легендата апостол Тома за пръв път е влязъл в земята на Индия.

## Богослужение
Литургията традиционно се провежда на сирийския език, но с течение на времето се въвежда малаяламският език, който по-късно замества сирийския език в някои общности. Обикновено богослужебните дрехи са подобни на сирио-антиохийските. Черната шапка има цилиндрична форма и покрива главата също и след поклонението. Както в повечето традиции в Близкия Изток, религиозните свещеници винаги носят качулка от черен плат с орнамент с малки кръстове. Епископите и свещениците от висок ранг при богослуженията покриват главите си с качулка, изработена от същата тъкан като другите дрехи. По време на богослуженията епископите си слагат шапка под формата на митра в западния стил. Останалите дрехи до голяма степен са подобни на византийските.

### Литургия
Сиро-Маланкарският обред е един от източните богослужебни обреди. Принадлежи към Сиро-Антиохийската, или Западносирийската, ритуална група, заедно със самия обред Сиро-Антиохия. Понастоящем ритуалът Маланкар под различни форми се използва от християните от щата Керала (Индия) и второстепенна диаспора, принадлежаща към двете древни източни църкви, католическата църква Сиро-Маланкар и няколко протестантски църкви.
Божествената литургия се извършва върху голям квасен хляб. Тайнството се преподава под две форми чрез потапяне на частица от Тялото на Христос в Кръвта на Христос, докато вярващите седят на пода в традиционна индийска поза.